# Real Friends (band)
Real Friends is een Amerikaanse pop punkband afkomstig uit Tinley Park, Illinois.

## Personele bezetting
Huidige leden
- Dave Knox – leidende gitaar, achtergrondvocalen (2010–heden)
- Kyle Fasel – bas (2010–heden)
- Eric Haines – slaggitaar (2011–heden)
- Brian Blake – drums, percussie (2011–heden)

Voormalige leden
- Dan Lambton – leidende vocalen (2010–2020)
- Aaron Schuck – drums (2010–11)

## Discografie
Albums
| Titel                                                | Album details                                                                   | Hoogste notering in de Billboard 200 | Verkocht     |
| Titel                                                | Album details                                                                   | US                                   | Verkocht     |
| ---------------------------------------------------- | ------------------------------------------------------------------------------- | ------------------------------------ | ------------ |
| Maybe This Place Is the Same and We're Just Changing | - Uitgebracht: 22 juli, 2014 - Label: Fearless (30197) - Format: CD, CS, DL, LP | 24                                   | - US: 10,300 |
| The Home Inside My Head                              | - Uitgebracht: 27 mei, 2016 - Label: Fearless - Format: CD, DL, LP              | 53                                   |              |
| Composure                                            | - Uitgebracht: 13 juli, 2018 - Label: Fearless - Format: CD, DL, LP             | 166                                  |              |

Ep's
| This Is Honesty                                     | - Uitgebracht: 11 april, 2011 - Label: zelf-uitgebracht - Format: CD-R, DL                      | —  |
| Everyone That Dragged You Here                      | - Uitgebracht: 24 januari, 2012 - Label: zelf-uitgebracht - Format: CD, CD-R, CS, DL, 12" vinyl | —  |
| Acoustic Songs                                      | - Uitgebracht: 15 mei, 2012 - Label: zelf-uitgebracht - Format: DL                              | —  |
| Three Songs About the Past Year of My Life          | - Uitgebracht: 13 november, 2012 - Label: zelf-uitgebracht - Format: DL, 7" vinyl               | —  |
| Put Yourself Back Together                          | - Uitgebracht: 4 juni, 2013 - Label: zelf-uitgebracht - Format: CD, DL, 12" vinyl               | 28 |
| More Acoustic Songs                                 | - Uitgebracht: 28 april, 2015 - Label: Fearless (FRL30205) - Format: DL, 12" vinyl              | —  |
| "—" geeft aan dat de ep geen notering behaald heeft |                                                                                                 |    |